# Jérôme Hergault
 (février 2022).
Si vous disposez d'ouvrages ou d'articles de référence ou si vous connaissez des sites web de qualité traitant du thème abordé ici, merci de compléter l'article en donnant les références utiles à sa vérifiabilité et en les liant à la section « Notes et références ».
Jérôme Hergault est un footballeur français, né le 5 avril 1986 à Montmorency dans le Val-d'Oise, évoluant essentiellement au poste de défenseur droit ou parfois à gauche.

## Biographie
Il commence sa carrière à Luzenac en 2008 en CFA puis, dès la saison suivante, en National. Il connaît une année de prêt à Rouen aussi en National. De retour à Luzenac, il fait partie de l'équipe qui gagne son accession en Ligue 2, mais accession qui ne peut finalement pas aboutir à cause de problèmes de stade.
Il quitte Luzenac pour le Red Star qui joue aussi en National et gagne de nouveau l'accession en Ligue 2 dès sa première saison dans son nouveau club.
Il découvre alors la Ligue 2 en 2015 à 29 ans et connaît une très belle première saison pendant laquelle le Red Star se mêle à la lutte pour l'accession en Ligue 1, mais sans succès.
En juin 2017, il signe un contrat avec l'AC Ajaccio. Il dispute 32 match de Ligue 2 pour 1 passe décisive et 2 match de Coupe de la Ligue.
En juillet 2019, il signe pour 2 saisons au FC Lorient soit jusqu'en 2021 et retrouve son ancien entraîneur de Luzenac Christophe Pélissier. Avec Lorient, il prend dans un premier temps part à la remontée du club en Ligue 1 et ramène le titre de  champion de Ligue 2 en 2019-2020, puis joue 22 matchs et inscrit deux buts pour la première saison de sa carrière en première division en 2020-2021. À l'issue de cette saison, il prolonge son contrat d'un an, jusqu'en 2022.
En fin de contrat avec Lorient à la fin de la saison 2021-2022, il ne prolonge pas avec les Merlus à cause de son faible temps de jeu cette saison (huit matchs). Alors qu'il ne trouve pas de nouvelle équipe durant l'intersaison, il choisit de retourner dans le club de ses débuts, le Lavaur FC, en Régional 2.

## Statistiques
| Saison                | Club                  | Championnat           | Championnat | Championnat | Championnat | Coupe nationale | Coupe nationale | Coupe nationale | Coupe de la Ligue | Coupe de la Ligue | Coupe de la Ligue | Total | Total | Total |
| Saison                | Club                  | Division              | M.          | B.          | P.d.        | M.              | B.              | P.d.            | M.                | B.                | P.d.              | M.    | B.    | P.d.  |
| 2007-2008             | Luzenac AP            | National 2            | 11          | 0           | 0           | -               | -               | -               | -                 | -                 | -                 | 11    | 0     | 0     |
| 2008-2009             | Luzenac AP            | National 2            | 33          | 2           | 0           | 3               | 0               | 0               | -                 | -                 | -                 | 36    | 2     | 0     |
| 2009-2010             | Luzenac AP            | National              | 26          | 0           | 0           | 4               | 0               | 0               | -                 | -                 | -                 | 30    | 0     | 0     |
| 2010-2011             | Luzenac AP            | National              | 39          | 2           | 0           | 2               | 0               | 0               | -                 | -                 | -                 | 41    | 2     | 0     |
| Sous-total            | Sous-total            | Sous-total            | 109         | 4           | 0           | 9               | 0               | 0               | 0                 | 0                 | 0                 | 118   | 4     | 0     |
| 2011-2012             | FC Rouen (prêt)       | National              | 27          | 0           | 0           | 2               | 0               | 0               | -                 | -                 | -                 | 29    | 0     | 0     |
| Sous-total            | Sous-total            | Sous-total            | 27          | 0           | 0           | 2               | 0               | 0               | 0                 | 0                 | 0                 | 29    | 0     | 0     |
| 2012-2013             | Luzenac AP            | National              | 36          | 0           | 0           | 2               | 0               | 0               | -                 | -                 | -                 | 38    | 0     | 0     |
| 2013-2014             | Luzenac AP            | National              | 30          | 0           | 0           | 1               | 0               | 0               | -                 | -                 | -                 | 31    | 0     | 0     |
| Sous-total            | Sous-total            | Sous-total            | 66          | 0           | 0           | 3               | 0               | 0               | 0                 | 0                 | 0                 | 69    | 0     | 0     |
| 2014-2015             | Red Star FC           | National              | 21          | 1           | 0           | 5               | 0               | 0               | -                 | -                 | -                 | 26    | 1     | 0     |
| 2015-2016             | Red Star FC           | Ligue 2               | 25          | 0           | 3           | 1               | 0               | 0               | -                 | -                 | -                 | 26    | 0     | 3     |
| 2016-2017             | Red Star FC           | Ligue 2               | 33          | 0           | 3           | -               | -               | -               | 1                 | 0                 | 0                 | 34    | 0     | 3     |
| Sous-total            | Sous-total            | Sous-total            | 79          | 1           | 6           | 6               | 0               | 0               | 1                 | 0                 | 0                 | 86    | 1     | 6     |
| 2017-2018             | AC Ajaccio            | Ligue 2               | 40          | 0           | 4           | 1               | 0               | 0               | 1                 | 0                 | 0                 | 42    | 0     | 4     |
| 2018-2019             | AC Ajaccio            | Ligue 2               | 32          | 0           | 1           | 1               | 0               | 0               | 2                 | 0                 | 0                 | 35    | 0     | 1     |
| Sous-total            | Sous-total            | Sous-total            | 72          | 0           | 5           | 2               | 0               | 0               | 3                 | 0                 | 0                 | 77    | 0     | 5     |
| 2019-2020             | FC Lorient            | Ligue 2               | 16          | 0           | 1           | 2               | 0               | 0               | 1                 | 0                 | 0                 | 19    | 0     | 1     |
| 2020-2021             | FC Lorient            | Ligue 1               | 22          | 2           | 0           | -               | -               | -               | -                 | -                 | -                 | 22    | 2     | 0     |
| 2021-2022             | FC Lorient            | Ligue 1               | 8           | 0           | 0           | 1               | 0               | 0               | -                 | -                 | -                 | 9     | 0     | 0     |
| Sous-total            | Sous-total            | Sous-total            | 46          | 2           | 1           | 3               | 0               | 0               | 1                 | 0                 | 0                 | 50    | 2     | 1     |
| Total sur la carrière | Total sur la carrière | Total sur la carrière | 399         | 7           | 12          | 25              | 0               | 0               | 5                 | 0                 | 0                 | 429   | 7     | 12    |

## Palmarès
- Red Star
  - National
    - Vainqueur : 2015
- FC Lorient
  - Ligue 2 BKT
    - Vainqueur : 2020.